# Georg Friedrich Dinglinger (Baumeister)
Georg Friedrich Dinglinger (* 11. Januar 1702 in Biberach an der Riß; † 15. Februar 1785) war ein Festungsbaumeister.

## Leben
Er war das fünfte Kind des Emailleurs Georg Friedrich Dinglinger (1666–1720) und der Katharina Barbara, geb. Gutermann. 1704 siedelte die Familie nach Dresden über, wo seines Vaters Brüder Johann Melchior Dinglinger (1664–1731) und Georg Christian (1668–1728), als Hofjuwelier und Hofgoldschmied tätig waren. Sein Vater wurde am 11. Februar 1704 von August dem Starken zum Hofemailleur ernannt. Nach dem Tod des Vaters blieb er bei seinem Onkel und Vormund Johann Melchior.
Eine Ausbildung Dinglingers im Bauwesen wurde „bisher nicht nachgewiesen“. „Wohl seit 1730, sicher (aber) seit 1731“ arbeitete Dinglinger in "hannoverschen Diensten".
1731 wurde er dem Ingenieur Hauptmann Cornelius Gottfried Treu als außerordentlicher Kondukteur für den Kasernenbau in Stade unterstellt. 1733–37 leitete er den Kasernenbau in Münden und ein herrschaftliches Ablagerhaus in Gifhorn. Dort leitete er 1735 auch den Bau des neuen Turms der Sankt-Nicolai-Kirche und deren Reparatur. Um 1734 wurde er zum regulären Kondukteur ernannt.
Ab 1739 war Dinglinger Bauverwalter des Kriegskommissariats: Nach seinem Plan wurde in den Jahren 1742 und 1743 Eldagsen wieder aufgebaut.

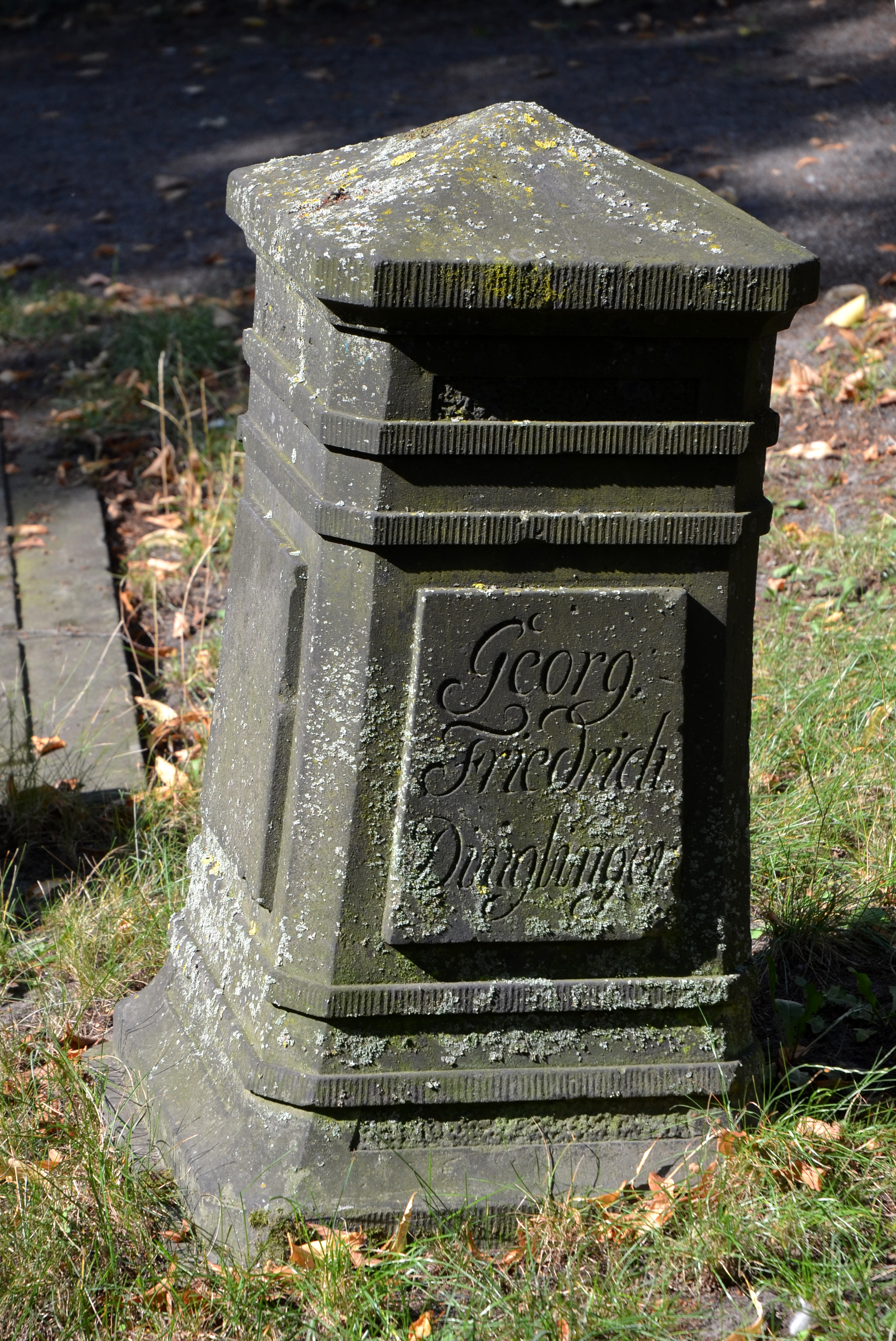
Denkmalgeschützter Grabstein des gleichnamigen Sohnes (* 6. August 1746; † 7. April 1749) auf dem Gartenfriedhof in Hannover

Im Mai 1742 heiratete er Sophie Charlotte Gellerke, die jedoch schon im nächsten Jahr starb. Am 10. Juli 1745 erwarb er das Bürgerrecht der (Alt-)Stadt Hannover und heiratete fünf Tage später Anne Justina Bötticher (1723–1803), die Tochter des Buchbindermeisters und Buchhändlers Justus Christoph Bötticher (1672–1742), mit der er sechs Kinder hatte.
1746 wurde Dinglinger zum Festungsbaumeister (bis 1785) ernannt. Der Ingenieur-Obrist Lüttich, der sich ebenfalls um diese Stelle beworben hatte, zweifelte seine Qualifikation 1750 an.
Um 1746 hatte Bürgermeister Christian Ulrich Grupen den Plan gefasst, die Altstadt durch Anlage der Aegidienneustadt zu erweitern. Stadtbaumeister Ernst Braun erstellte ab Oktober 1746 für diesen Bereich eine Planung, die nach der Schleifung eines Teiles des inneren Walles die Anlage von 60 Häusern hinter dem Ravelinwall des Aegidientores vorsah. Im März 1747 wurde Dinglinger mit Planungen zu diesem Projekt beauftragt und fertigte dazu fünf Entwürfe an, in denen er die letzte Planung Brauns mit einem zentral gelegenen Platz aufgriff. Das Gelände wurde bis zum Äußeren der drei Gräben mit dem Vorwall planiert und die Windmühlenbastion südlich des Aegidientors in die zu bebauende Fläche mit einbezogen. Die Windmühle auf der Sparrenbergbastion wurde versetzt und im Februar 1748 wurden das Aegidientorhaus und das Aegidientores abgebrochen.
1748–50 baute er sein eigenes erstes (Fachwerk)haus in der Braunschweiger Straße Nr. 35 in der Aegidienneustadt, das er schon im folgenden Jahr an den Advokaten Bünemann verkaufte. 1751–53 baute er sein neues Haus in der Großen Aegidienstraße Nr. 25.
Seine Arbeitsgebiete waren vor allem Ingenieur- und Nutzbauten, seltener auch Privataufträge, aber auch Kartographie.
1776 bis 1779 wurde Georg Friedrich Dinglinger – zusätzlich zu seiner noch immer ausgeübten Funktion als Festungsbaumeister – gemeinsam mit Georg Heinrich Brückmann Baumeister am hannoverschen Konsistorium: Hier erstellte er insbesondere Gutachten zu Kirchenbauten.
Dinglingers Nachfolger wurde der Zeughausverwalter Johann Barward Owemis/Owenus.

## Werke

### Drucke
- 1747: gezeichneter farbiger Stadtplan (mit der Aegidienneustadt im Südosten), der den in den Folgejahren als Kupferstiche erschienenen Plänen vermutlich als Vorlage gedient hat[5]
- 1748: genauer Plan der Aegidienneustadt[5]
- 1759: Stichwerk über den Bau des Palais von dem Bussche
- 1768: Die beste Art Korn-Magazine u. Frucht Böden anzulegen...
- 1772: Über Verbesserung von Brunnen. In: Hannoversches Magazin, 103. Stück

### Bauten (Auswahl)
Mehrere Zuschreibungen an Dinglinger, insbesondere durch den Kunsthistoriker Curt Habicht, von architektonisch aufwendigeren Bauten wie zum Beispiel dem Palais Bussche in der Leinstraße, konnten nicht nachgewiesen werden. Auch stammte das spätere British Hotel am Neustädter Markt von dem Architekten Johann Paul Heumann.
Von Georg Friedrich Dinglingers Bauten sind nur wenige erhalten:
- Kirche in Horst[3]
- Kirche in Groß-Goltern[3]
- Kornspeicher in Sudweyhe[3]
- Wirtschaftsgebäude in Flachstöckheim[3]